# Alfred Moquin-Tandon
Christian Horace Benedict Alfred Moquin-Tandon pseudónimo Alfred Frédol (7 de mayo de 1804-15 de abril de 1863) fue un naturalista, médico, y escritor francés.
Moquin-Tandon fue profesor de zoología en Marsella de 1829 a 1833, cuando asume como profesor de botánica y director del Jardín de plantas de Toulouse. En 1850, es enviado por el gobierno francés a Córcega para estudiar la flora isleña. En 1853, se traslada a París, siendo más tarde director del Jardín de plantas de París y de la Academia de Ciencias de Francia.
Una de sus especialidades fue la familia Amaranthaceae.
Sus textos incluyen Histoire Naturelle des Îles Canaries (1835-44), en coautoría con Philip Barker Webb y Sabin Berthelot.

## Algunas publicaciones
- Mémoires sur l'oologie, ou sur les œufs des animaux. París, 1824

- Essai sur les dédoublements ou multiplications d'organes dans les végétaux. Montpellier, 1826 en línea

- Monographie de la famille des Hirudinées. Gabon, París, 1827 en línea Reimpreso por Nabu Press, 506 pp. 2011 ISBN 1271680696

- Con Philip Barker Webb (1793-1854) & Sabin Berthelot. 1794-1880. Histoire naturelle des îles Canaries. París, 1836-1844

- Con Philip Barker Webb & Sabin Berthelot. Ornithologie Canarienne. 48 pp. 1836

- Chenopodearum monographica enumeratio. P.-J. Loss, París, 1840 en línea

- Moquin-Tandon dirige la partición en dos vols. de Las Flors del gay saber... Toulouse, 1841

- Éléments de tératologie végétale, ou Histoire abrégée des anomalies de l'organisation dans les végétaux. P.-J. Loss, París, 1841 en línea. Tradujo al alemán Johannes Conrad Schauer (1813-1848), Pflanzen-Teratologie, Lehre von dem regelwidrigen Wachsen und Bilden der Pflanzen. Haude et Spener, Berlín, 1842

- Histoire naturelle des mollusques terrestres et fluviatiles de France, contenant des études générales sur leur anatomie et leur physiologie et la description particulière des genres, des espèces et des variétés. Tres vols. vol. 1 vol. 2 J.-B. Baillière, París, 1855

- Éléments de zoologie médicale, contenant la description des animaux útiles à la médecine et des espèces nuisibles à l'homme. J.-B. Baillière, París, 1860, reeditado en 1862 en línea

- Éléments de botanique médicale, contenant la description des végétaux útiles à la médecine et des espèces nuisibles à l'homme. J.-B. Baillière, París, 1861, reeditado en 1866

- Con el seudónimo Alfred Frédol Le Monde de la mer (impreso en E. Martinet, París, 1863, en línea reeditado por L. Hachette, 1865, y en 1866 y en 1881 en línea, en inglés

- Un naturaliste à Paris. Reeditado en 1999 por Sciences en situation, colección « Sens de l'histoire », 163 pp. ISBN 2-908965-11-9

- La abreviatura «Moq.» se emplea para indicar a Alfred Moquin-Tandon como autoridad en la descripción y clasificación científica de los vegetales.[1]

## Abreviatura (zoología)
La abreviatura Moquin  se emplea para indicar a Alfred Moquin-Tandon como autoridad en la descripción y taxonomía en zoología.